# ديار آل نهيد بن كوبر (القطن)
'

تعديل مصدري - تعديل

ديار ال نهيد بن كوبر هي إحدى قرى عزلة القطن بمديرية القطن التابعة لمحافظة حضرموت، بلغ تعداد سكانها 82 نسمة حسب تعداد اليمن لعام 2004.